# Delray Beach International Tennis Championships 2003
Il Delray Beach International Tennis Championships 2003 è stato un torneo di tennis giocato sul cemento.
È stata l'11ª edizione del Delray Beach International Tennis Championships, che fa parte della categoria International Series nell'ambito dell'ATP Tour 2003.
Si è giocato al Delray Beach Tennis Center di Delray Beach in Florida, dal 3 marzo al 10 marzo 2003.

## Campioni

### Singolare
Jan-Michael Gambill ha battuto in finale  Mardy Fish con il punteggio di 6–0, 7–6 (7-5)

### Doppio
Leander Paes /  Nenad Zimonjić hanno battuto in finale  Raemon Sluiter /  Martin Verkerk con il punteggio di 7–5, 3–6, 7–5